# François Cevert
François Albert Cévert Goldenberg (Parigi, 25 febbraio 1944 – Watkins Glen, 6 ottobre 1973) è stato un pilota automobilistico francese.
Considerato uno dei migliori piloti della sua generazione, morì tragicamente nel 1973 a soli 29 anni sul circuito di Watkins Glen, durante le qualifiche del Gran Premio degli Stati Uniti.

## Biografia

### Infanzia
François Albert Cévert nasce a Parigi nel 1944 durante l'occupazione nazista. Il padre, Charles Goldenberg, era un ebreo nato in Russia e fuggito con la famiglia in tenera età per scampare ai pogrom. Nella capitale francese Goldenberg lavorava come gioielliere e, agli inizi degli anni trenta, si era sposato con Huguette Cévert, parigina, da cui ebbe tre figli. Gli ultimi due nacquero in una Parigi sconvolta dall'invasione hitleriana: per evitarne la persecuzione fu loro dato il cognome della madre, essendo quello del padre di origine chiaramente ebraica. Tra essi vi era anche François.

### L'ingresso nel mondo dei motori
L'interesse verso i motori di Cévert, cresciuto in una famiglia benestante che gli ha permesso un'ottima istruzione, nasce grazie alla sorella maggiore Jacqueline, la quale si fidanza con Jean-Pierre Beltoise, motociclista e più tardi anche pilota di Formula 1. È il 1964 quando Beltoise coglie un buon sesto posto nella 50 cc del mondiale di motociclismo e già matura un passaggio nell'automobilismo. Cévert decide nello stesso anno di iscriversi alla scuola di automobilismo presso il circuito di Montlhéry, vicino a Parigi.

### I primi successi
Nel 1966 Cévert conquista il prestigioso Volant Shell, battendo un'altra giovane promessa dell'automobilismo francese, Patrick Depailler. Il premio è un'intera stagione sponsorizzata nel Campionato Francese 1967 di Formula 3 al volante di un'Alpine-Renault.
L'anno dopo si lega al team Tecno, con cui vince il titolo nazionale.
Nella stagione 1969 la Tecno promuove Cévert in Formula 2. Esordisce al III Deutschland Trophäe all'Hockenheimring (piazzandosi nono) e conduce una stagione positiva (coglie tra l'altro il 3º posto al Gran Premio di Enna) conclusa al terzo posto assoluto. La brillante stagione è corredata dalla vittoria del Gran Premio di Reims (gara però non inclusa nel campionato).
François, oltre ai successi automobilistici, è persona di incredibile fascino. Ha studiato per dodici anni al conservatorio e suona il pianoforte, guida personalmente un aereo privato e ha uno sguardo così intenso da aver stregato, così si dice, Brigitte Bardot. Queste doti sono tali da fargli guadagnare il soprannome di "François il Magnifico".

### L'esordio in Formula 1
Per la stagione di Formula 2 1970, la Tecno conferma Cévert, affidandogli la guida di una Matra.
Varie scuderie di Formula 1 hanno però già notato il talentuoso francese e l'obiettivo di approdare nella massima categoria automobilistica si concretizza poco prima di metà stagione. Il connazionale Johnny Servoz-Gavin, che corre per il team Tyrrell (che all'epoca utilizzava telai March), e motori Ford, decide improvvisamente di ritirarsi dopo il Gran Premio di Monaco del 1970. Venutasi così a trovare senza un pilota, la Tyrrell sceglie proprio Cévert per rimpiazzare Servoz-Gavin.
A segnalare Cévert a Ken Tyrrell è Jackie Stewart con il quale stringerà una forte amicizia: il 25 maggio dello stesso anno, infatti, in occasione del XVIII London Trophy di Formula 2 (corso nel circuito di Crystal Palace, presso Londra), Cévert aveva dato diverso filo da torcere allo scozzese, tanto che quest'ultimo ne era rimasto fortemente impressionato.
L'esordio sulla March del team Tyrrell avviene il 21 giugno 1970 al Gran Premio d'Olanda sul circuito di Zandvoort. La corsa si chiude per un guasto al motore al 31º giro. In effetti la March non dà il massimo dell'affidabilità, costringendo Cévert al ritiro in altri tre gran premi. Il 6 settembre, comunque, il francese coglie il suo primo e unico punto nella stagione 1970, piazzandosi sesto nel Gran Premio d'Italia a Monza.

### La conferma alla Tyrrell
Soddisfatta delle prestazioni di Cévert, la Tyrrell lo conferma nel proprio team per la stagione 1971, come gregario di Jackie Stewart. La scuderia inglese è notevolmente cresciuta negli ultimi anni e per la stagione in corso non utilizza più telai comprati dalla March, ma se li costruisce in proprio, l'obiettivo è la vittoria del mondiale piloti con lo scozzese: compito di Cévert sarà dunque quello di aiutare il compagno nell'impresa, potendo contare su una vettura altamente competitiva. Tra i due piloti nasce subito una profonda amicizia: Stewart diviene una sorta di "maestro" di Cévert, dandogli ripetuti consigli e aiutandolo non poco a maturare le proprie innate qualità.

### La stagione 1971
L'avvio di stagione non è però dei migliori. Dopo un incidente nell'esordio in Sudafrica a Kyalami, Cévert si piazza solo settimo in Spagna, quindi si ritira altre due volte nei Gran Premi di Monaco e Olanda, anche in tali casi per incidente.
Le cose cambiano in occasione del Gran Premio di Francia il 4 luglio. Cévert coglie un positivo secondo posto dietro a Stewart (distacco 28,12 secondi), nonostante fosse partito dalla settima posizione sulla griglia di partenza.
Meno buono è il Gran Premio di Gran Bretagna il 17 luglio, dove il francese giunge decimo. Il compagno Stewart non ha comunque problemi con la competitiva Tyrrell-Ford 1971, che conquista successo dopo successo.
La Tyrrell fa nuovamente doppietta nel Gran Premio di Germania al Nürburgring il 1º agosto. Stewart registra la pole position e vince, mentre Cévert lo segue a ruota (distacco 30,1 secondi), davanti ai ferraristi Regazzoni e Andretti. Nella medesima gara Cévert fa registrare pure il giro più veloce.
Nel successivo Gran Premio d'Austria avviene la svolta della stagione. Le Tyrrell manifestano problemi ai motori e sia Stewart sia Cévert sono costretti al ritiro. Ronnie Peterson su March, l'unico sulla carta ancora in grado di superare Stewart, giunge solo ottavo e per Stewart e la Tyrrell possono iniziare i festeggiamenti. Parte del merito è attribuita allo stesso Cévert, che ha più volte contribuito ai successi del compagno di scuderia.
Data la vittoria anticipata del titolo da parte di Stewart, per Cévert si presenta l'occasione di mettersi in mostra nelle tre gare conclusive della stagione. Il 5 settembre, nel Gran Premio d'Italia a Monza, il francese coglie un terzo posto, seguito poi dalla sesta piazza nel Gran Premio del Canada a Mosport Park due settimane dopo.
La stagione si chiude con il Gran Premio degli Stati Uniti, in programma al circuito di Watkins Glen (New York) il 3 ottobre. Dopo aver superato Denny Hulme, Stewart prende la testa, ma al 14º giro lo scozzese lascia passare Cévert, nel frattempo portatosi in seconda posizione. Il francese non perde più il comando (nonostante nei giri finali le Goodyear montate sulla Tyrrell comincino a perdere di grip) e ottiene la prima vittoria della sua carriera, staccando Jo Siffert su BRM e Peterson di oltre 40 secondi. La soddisfazione di Cévert per il risultato è accompagnata anche dal premio di 50.000 dollari. Cévert diviene così il secondo francese che riesce a vincere un Gran Premio nella storia della Formula 1: prima di lui, l'unico transalpino a riuscire nell'intento era stato Maurice Trintignant, vittorioso a Monaco nel 1955 e nel 1958.
Con 26 punti Cévert ottiene la terza posizione nella classifica piloti, dietro a Stewart (campione con 62 lunghezze) e a Peterson (33).

### La stagione 1972
La Tyrrell si presenta al via della stagione 1972 con la medesima coppia di piloti dell'anno precedente. Stavolta però Stewart ha un avversario difficile da battere per confermare il titolo, Emerson Fittipaldi su Lotus.
L'avvio premia Stewart che si impone in Argentina, ma a breve Fittipaldi si riscatta, andando sempre a podio nelle 6 gare successive (vincendone 3) e portandosi nettamente in testa nella classifica del mondiale piloti.
La stagione difficile della Tyrrell è dimostrata anche dal difficile avvio di Cévert. Nei primi quattro GP il francese vede la bandiera a scacchi solo in Sudafrica (seconda prova del mondiale), quando giunge nono, ritirandosi in Argentina, in Spagna e a Monaco. Un primo sussulto avviene al Gran Premio del Belgio il 4 giugno, quando Cévert giunge secondo dietro a Fittipaldi. Il 2 luglio Cévert va di nuovo a punti, in occasione del Gran Premio di Francia a Clermont-Ferrand, dove giunge quarto.
Il prosieguo di stagione è però difficile per il francese, costretto altre 3 volte al ritiro. Solo nell'ultimo Gran Premio, negli USA a Watkins Glen, Cévert coglie un altro podio, frutto del secondo posto conquistato dietro Stewart, nell'unica doppietta Tyrrell della stagione.
Per Cévert il 1972 si chiude al sesto posto della classifica piloti (con 15 punti), vinta da Fittipaldi su una Lotus strepitosa che si aggiudica anche il mondiale costruttori.
La delusione di Cévert è palpabile e il francese si consola solo con un prestigioso secondo posto alla 24 Ore di Le Mans, in coppia con il neozelandese Howden Ganley su una Matra-Simca 670.

### Il 1973 e la tragica fine

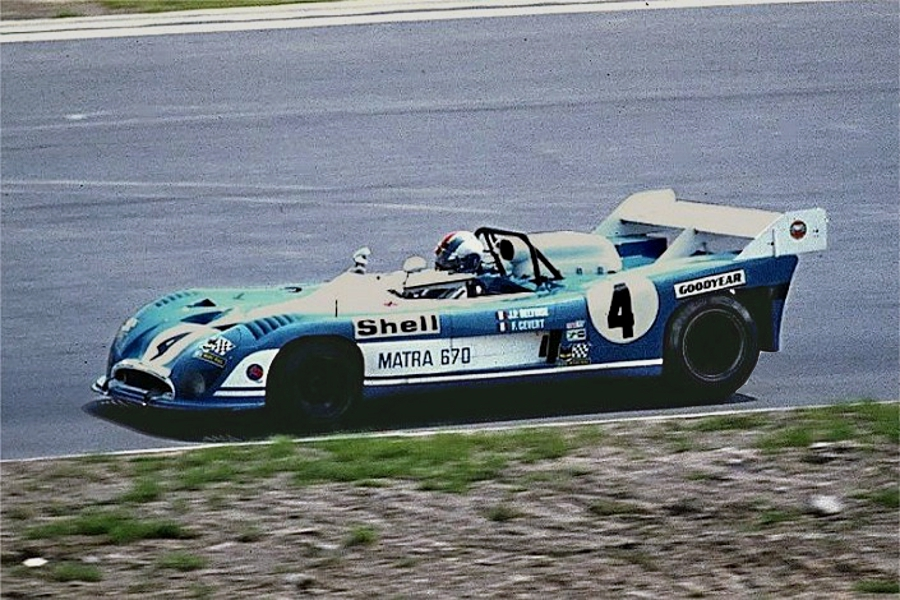
François Cévert, Matra 670, Nürburgring 1973

Anche la stagione 1973 promette il dualismo Stewart-Fittipaldi visto nella passata edizione. Il brasiliano vince il primo Gran Premio, in Argentina, proprio davanti a Cévert, che viene staccato di 4,69 secondi. Terzo giunge Stewart, a dimostrazione del gran livello raggiunto dalla Tyrrell durante la pausa invernale.
Mentre nelle posizioni di testa il duello è tra Stewart e Fittipaldi, Cévert si trova in pratica in lotta con Ronnie Peterson per la terza posizione. Le due gare seguenti sono deludenti per il francese, che giunge decimo in Brasile e si ritira in Sudafrica. Il prosieguo di stagione è tuttavia proficuo per Cévert, che conquista due secondi posti consecutivi in Spagna e in Belgio. Giunge quindi quarto a Monaco e terzo al Gran Premio di Svezia, prima di conquistare un nuovo secondo posto in Francia e un quinto in Gran Bretagna.
Cévert, grazie al fascino estetico ed ai risultati sportivi conseguiti, acquista fama a livello nazionale. Si muove per l'Europa pilotando personalmente il suo Piper. A livello di gossip viene dato risalto al suo presunto flirt con Brigitte Bardot, nonostante François abbia nel jet-set due fidanzate storiche, ricche, nobili e precocemente divorziate, in Anne Nanou Van Malderen ed in Christina de Caraman-Chimay. Il 29 luglio coglie a Zandvoort, nel Gran Premio d'Olanda, un nuovo secondo posto dietro al compagno Stewart. La gioia a fine gara viene però spezzata dalla notizia della tragica morte di Roger Williamson, la cui March, nel corso del settimo giro, si capovolge, si trascina per quasi 300 metri sul percorso e quindi prende fuoco, intrappolando il giovane pilota inglese nelle lamiere.
Appena una settimana dopo, la F1 si ripresenta in Germania: è ancora doppietta Tyrrell, con Stewart primo e Cévert subito dietro, ad 1,6 secondi di distacco. Per lo scozzese è infatti il 5º successo stagionale, che gli vale la matematica conquista del titolo; il francese però si proietta nettamente sui piani alti della classifica, contendendo la seconda posizione a Fittipaldi.
Le successive due gare tuttavia non vanno secondo l'esito sperato. Cévert si ritira in Austria e in Italia giunge solo quinto. Per contro Fittipaldi coglie un secondo posto, mentre uno strepitoso Peterson vince sia a Zeltweg che a Monza.
A questo punto per Cévert resta la possibilità di conquistare il secondo posto, al fine di chiudere nel migliore dei modi una già ottima annata e si presenta determinato per l'atto conclusivo della stagione in Nord America. Il 23 settembre a Mosport Park, nel Gran Premio del Canada, rimane coinvolto, al 33º giro, in un brutto incidente riportando una ferita ad una caviglia ed arrivando quasi alle mani con il giovane sudafricano Jody Scheckter. La Tyrrell 006 ha la pedaliera distrutta e solertemente viene fatta arrivare in aereo dall'Inghilterra una nuova vettura, la 006/3, giusto in tempo per il Gran Premio degli Stati Uniti, in programma il 7 ottobre a Watkins Glen. Trattasi di una corsa nella quale in precedenza ha già colto risultati positivi, grazie alla vittoria nel 1971 e al secondo posto nel 1972. Il dualismo è ancora con Ronnie Peterson e, sabato 6 ottobre, i due ingaggiano battaglia in prova per guadagnare la pole position. Cévert, confidando anche nel nuovo telaio, lancia la vettura in cerca del miglior tempo, ma alle veloci "Esse", nella parte iniziale del tracciato, (proprio mentre è seguito da Scheckter, che voci di corridoio sussurrano possa prendere il posto di Stewart, in predicato di ritiro, alla Tyrrell) l'auto non curva, andando a schiantarsi ad oltre 200 chilometri orari contro le vicine barriere metalliche e rimbalzando contro quelle dall'altra parte della pista dopo essersi capovolta e spezzata a metà.
L'impatto è violento e l'entità del dramma viene subito percepita: i primi ad accorrere sono Jackie Stewart, Jody Scheckter e l'amico Carlos Pace, i quali capiscono che c'è ben poco da fare. Stewart riferirà: “Sembrava il luogo di un disastro aereo”. I commissari di gara trovano il pilota intrappolato tra i rottami dell'auto e straziato dalle lamine del guard-rail. Una delle ruote anteriori gli ha sfondato il casco e la barriera gli ha tagliato il corpo a metà tra il collo e l'anca. Cévert non viene neanche estratto subito dalla carcassa della Tyrrell, procedendo i commissari prima a disincastrare, con un carro attrezzi, la vettura dal parapetto metallico: come dirà l'attonito compagno e amico Stewart, recatosi immediatamente sul posto, «L'hanno lasciato nell'auto perché era chiaramente morto».
Stewart abbandona immediatamente la scena dell'incidente e torna ai box.
Ignote le cause dell'incidente: alcuni, tra i quali Niki Lauda anni dopo nel suo libro Io e La Corsa, parlarono di un insidioso avvallamento sull'asfalto su cui François sarebbe passato per una traiettoria eccessivamente aggressiva a bordo pista; chi di malore del pilota per l'essere salito in macchina dopo una crisi di vomito, tanto è vero che del vomito fu ritrovato anche nel casco e sulla tuta. Altri attribuirono la responsabilità ai postumi della ferita alla caviglia riportata due settimane prima ed in effetti il francese sfoggiava ai box una vistosa bendatura. Per il compagno Stewart invece, semplicemente e contro il suo consiglio, il francese avrebbe affrontato le "Esse" in terza marcia ad elevato numero di giri col risultato di avere una vettura più pronta ma nervosa ed incontrollabile in caso di difficoltà. Lo scozzese anzi aggiunse che dopo l'incidente, quando risalì in vettura per affrontare la quarta ed ultima sessione di prove, staccando tra l'altro il settimo tempo, ebbe anch'egli delle difficoltà alle "Esse" ma riuscì a tenere in strada la vettura in quanto la quarta marcia gli permise un controllo molto più morbido e facile.
La morte del ventinovenne pilota francese sconvolge la Formula 1, primo fra tutti Stewart. Lo scozzese confesserà tempo dopo che nell'aprile 1973 aveva maturato la decisione di abbandonare la F1, lasciando a Cévert il ruolo di prima guida in Tyrrell per la stagione 1974. Stewart aveva parlato della cosa solo con il patron Ken Tyrrell, che già si era mosso in estate per strappare Roger Williamson a Tom Wheatcroft e successivamente, dopo la tragica morte del giovane inglese, aveva contattato Jody Scheckter, senza però informarlo su chi avrebbe sostituito, tanto che il sudafricano aveva immaginato un team con tre vetture. Jackie non aveva informato neppure la moglie Helen, presente in quel tragico weekend a Watkins Glen, per evitarle la tensione del conto alla rovescia delle ultime gare da disputare.
In tarda serata la Tyrrell annuncia il ritiro dal Gran Premio delle due vetture superstiti, la 005 di Chris Amon e la 006/2 di Jackie Stewart. Lo scozzese, distrutto dal dolore, non prende così parte a quella che sarebbe stata la centesima ed ultima gara della sua carriera. Il giorno successivo rilascia delle interviste in cui manifesta l'intenzione di lasciare, intenzione che sarà ufficializzata, al ritorno in patria, in una conferenza stampa al Tower Hotel di Londra.
Cévert è sepolto al Cimitero di Vaudelnay, nel dipartimento del Maine e Loira.

## Palmarès
- Vincitore del Volant Shell (1966);
- Campione francese di Formula 3 (1968);
- 3º posto nel Campionato di Formula 2 1969;
- In Formula 1:
  - 46 Gran Premi disputati;
  - 1 vittoria (Gran Premio degli Stati Uniti 1971);
  - 10 secondi posti;
  - 2 terzi posti.
- 2º posto alla 24 ore di Le Mans (1972).

## Risultati completi in F1
| 1970 | Scuderia | Vettura |  |  |  |  |     |    |   |   |     |   |   |     |     |  |  | Punti | Pos. |
| ---- | -------- | ------- |  |  |  |  | --- | -- | - | - | --- | - | - | --- | --- |  |  | ----- | ---- |
| 1970 | March    | 701     |  |  |  |  | Rit | 11 | 7 | 7 | Rit | 6 | 9 | Rit | Rit |  |  | 1     | 23º  |

| 1971 | Scuderia | Vettura |     |   |     |     |   |    |   |     |   |   |   |  |  |  |  | Punti | Pos. |
| ---- | -------- | ------- | --- | - | --- | --- | - | -- | - | --- | - | - | - |  |  |  |  | ----- | ---- |
| 1971 | Tyrrell  | 002     | Rit | 7 | Rit | Rit | 2 | 10 | 2 | Rit | 3 | 6 | 1 |  |  |  |  | 26    | 3º   |

| 1972 | Scuderia | Vettura   |     |   |     |    |   |   |     |    |   |     |     |   |  |  |  | Punti | Pos. |
| ---- | -------- | --------- | --- | - | --- | -- | - | - | --- | -- | - | --- | --- | - |  |  |  | ----- | ---- |
| 1972 | Tyrrell  | 002 e 006 | Rit | 9 | Rit | NC | 2 | 4 | Rit | 10 | 9 | Rit | Rit | 2 |  |  |  | 15    | 6º   |

| 1973 | Scuderia | Vettura   |   |    |    |   |   |   |   |   |   |   |   |     |   |     |    | Punti | Pos. |
| ---- | -------- | --------- | - | -- | -- | - | - | - | - | - | - | - | - | --- | - | --- | -- | ----- | ---- |
| 1973 | Tyrrell  | 006 e 005 | 2 | 10 | NC | 2 | 2 | 4 | 3 | 2 | 5 | 2 | 2 | Rit | 5 | Rit | NP | 47    | 4º   |

| Legenda | 1º posto     | 2º posto | 3º posto    | A punti         | Senza punti/Non class.  | Grassetto – Pole position Corsivo – Giro più veloce |
| Legenda | Squalificato | Ritirato | Non partito | Non qualificato | Solo prove/Terzo pilota | Grassetto – Pole position Corsivo – Giro più veloce |